# سونات ویولن شماره ۲ (بتهوون)
سونات ویولن شماره ۲ در لا ماژور، اثر لودویگ فان بتهوون، یک سونات دونوازی برای ویولن و پیانو از مجموعهٔ سه‌گانهٔ اُپوس ۱۲ او (همراه با سونات‌های ویولن شماره ۱ و شماره ۳) و جزو آثار دورهٔ نخستِ آهنگسازیِ اوست و آن در میانهٔ سال‌های ۱۷۹۷ تا ۱۷۹۸ تصنیف کرده‌است. بتهوون در آن زمان نزدِ یوزف هایدن شاگردی می‌کرد و این اثر، که سبکی تماماً کلاسیک دارد، به آثارِ هایدن و موتسارت مانندگیِ بسیار دارد.
بتهوون هر سه سونات ویولنِ اُپوس ۱۲ را به آنتونیو سالیِری، که زمانی شاگردِ او بود، اهدا کرد.

## ساختار
این سونات سه موومان دارد:
1. آلگرو ویواچه
2. آندانته، پیو تُستو آلگرتو
3. آلگرو پیاچه‌وُله

اجرای کاملِ سونات ویولن شماره ۲ بتهوون به‌طور معمول ۱۸ دقیقه به‌طول می‌انجامد.

## نمونه‌های شنیداری
|  |  |  |  |  |